# Antonio Razzi
Antonio Razzi (Giuliano Teatino, 22 febbraio 1948) è un personaggio televisivo ed ex politico italiano.

## Biografia
Antonio Razzi nasce a Giuliano Teatino, in provincia di Chieti, il 22 febbraio del 1948 da Pantaleone Razzi (1922-2004) e Grazia Coccia (1921-2006).
Lascia l'Italia nel 1965, emigrando in Svizzera, a Emmenbrücke (nel Canton Lucerna), dove lavora per la ditta tessile Tersuisse Multifils SA (allora Viscosuisse). È presidente e socio fondatore del Centro regionale abruzzese di Lucerna, dal 1977. Fino al 2007 è stato anche presidente della Federazione emigrati abruzzesi in Svizzera (FEAS).

### Vita privata
Sposatosi nel 1974 a León con Maria Jesús Fernández, anche lei lavoratrice emigrata in Svizzera di origine spagnola, è padre di due figli.

## Attività politica
Alle elezioni politiche del 2006 viene eletto alla Camera dei deputati nella lista dell'Italia dei Valori nella circoscrizione estero - Europa e confermato alle elezioni politiche del 2008. Circa dieci anni dopo, in un'intervista alla trasmissione Le Iene, ha dichiarato che il voto degli italiani residenti all'estero verrebbe pilotato attraverso brogli elettorali organizzati dalle sezioni locali di patronati e sindacati che si occuperebbero di inviare schede rubate o di far votare in maniera illegale.
Il 14 dicembre 2010, con l'avvicinarsi della votazione sulla mozione di sfiducia al governo Berlusconi IV, Razzi lascia l'Italia dei Valori e passa a Noi Sud. Il 14 dicembre votò contro la mozione di sfiducia al Governo Berlusconi.
Nel maggio 2011 viene nominato consigliere personale del ministro dell'agricoltura Francesco Saverio Romano, come lui del gruppo di Iniziativa Responsabile.
Alle elezioni politiche del 2013 viene candidato in quarta posizione di lista al Senato in Abruzzo per Il Popolo della Libertà ed è eletto.
Il 16 novembre 2013, con la sospensione delle attività del Popolo della Libertà, aderisce a Forza Italia.
Il 29 gennaio 2018 comunica di non essere stato candidato da Forza Italia alle imminenti elezioni politiche.

## Attività come personaggio televisivo
Dal 20 giugno 2018 conduce sul Nove il programma Razzi Vostri.
Nel 2019 partecipa in coppia con la ballerina Ornella Boccafoschi alla quattordicesima edizione di Ballando con le stelle, dove verrà eliminato nella quarta puntata e definitivamente eliminato nella settima.
A seguito della partecipazione al talent show, sarà, dal 2019, un ospite ricorrente del programma Storie italiane.
A settembre 2020, torna come membro dell'antigiuria di Ballando con le stelle, programma dove era stato concorrente nel 2019.

## Attività musicale
2015 - Famme cantà
2018 - Ale Alo & Lukino feat. Senatore Antonio Razzi - Papa Razzi

## Controversie

### Gaffe e dichiarazioni
Le gaffe e le affermazioni di Antonio Razzi sono continuamente riprese da Maurizio Crozza nei suoi programmi Crozza nel Paese delle Meraviglie e Fratelli di Crozza.
Nel 2009 Razzi, quando era deputato dell'Italia dei Valori, ha manifestato «piena solidarietà» alla Lega Nord per le sue politiche sull'immigrazione.
Viene spesso criticato per la sua mancanza di competenze e per la sua difficoltà a padroneggiare la lingua italiana. Questa difficoltà a esprimersi correttamente in italiano è stata notata anche in occasione di un discorso al Senato del giugno 2013.
Intervistato da Un giorno da pecora Razzi ha affermato di essere «di proprietà di Berlusconi, quello che lui mi dice io faccio». Ha inoltre aggiunto che per Berlusconi farebbe «qualsiasi cosa, anche buttarsi sotto a un treno».
In occasione dell'elezione del presidente della Repubblica del 2015 ha dichiarato di essere pronto a votare anche Totò Riina, se Berlusconi glielo chiedesse.

### Compravendita di parlamentari
Il 16 settembre 2010 Razzi denunciò pubblicamente una presunta compravendita di deputati da parte del presidente del Consiglio Silvio Berlusconi, dichiarando che gli era stato proposto il pagamento del mutuo, un posto nel governo e la rielezione sicura. Nel dicembre 2010, con l'avvicinarsi della votazione sulla mozione di sfiducia al governo Berlusconi IV, Razzi lascia l'Italia dei Valori e passa a Noi Sud. Il suo abbandono è fortemente criticato da Antonio Di Pietro, leader dell'IdV. Il 14 dicembre vota contro la mozione di sfiducia al governo Berlusconi, che venne respinta per pochi voti. Nel dicembre 2011 la trasmissione Gli Intoccabili trasmise un video ripreso di nascosto all'interno del Parlamento in cui Razzi ammette di aver votato la fiducia al governo solo per motivi di tornaconto personale economico:
In seguito Razzi ha dichiarato di non aver ricevuto nulla in cambio del suo voto, ma di aver salvato il governo per non perdere il posto di lavoro e la paga necessaria a pagare un mutuo («È stato un atto di salvarmi la mia paga [...] Se salviamo il governo, io mi salvo tutto e almeno pago il mutuo»).

### Rapporto con la Corea del Nord

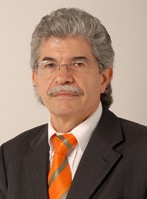
Razzi nel 2006

Razzi ha più volte espresso giudizi positivi sulla politica della Corea del Nord e sull'operato del suo dittatore Kim Jong-un, definendolo «un moderato» che «sta cercando di portare un po' di democrazia in quel paese». Infatti ha negato che il paese sia sotto dittatura paragonando la Corea del Nord alla «Svizzera d'Oriente» con «strade belle e molto pulite [...] Lì puoi andare tranquillo, nessuno ti tocca. Mica è Roma. Forse è la nazione più sicura che conosca».
Contrariamente a quanto sostiene l'Organizzazione delle Nazioni Unite, il senatore ha negato che in Corea del Nord ci siano dei campi di prigionia affermando che al massimo «ci sono serre di pomodori grandissime, mai viste così grandi, saranno quelle, le scambiano per lager».
Precedentemente Razzi, in qualità di segretario della Commissione Affari esteri aveva partecipato con Paolo Romani a una cerimonia ufficiale in Corea del Nord. Romani creò polemica per aver applaudito durante la manifestazione: applausi che attribuirà non al dittatore coreano ma alle coreografie: «è impossibile non battere le mani di fronte a quello spettacolo».
Razzi ha affermato di recarsi in Corea del Nord sin dal 2007. Nel 2013 Razzi ha manifestato la sua intenzione di riportare la pace tra le due Coree. A tal proposito ha affermato: «Ci sono spiragli di dialogo [...] Mi hanno detto che potrei pure vincere il Nobel. Qualcuno ha ironizzato sulla mia iniziativa, ma ci volevo proprio io per promuovere un progetto che dovrebbe portare alla riunificazione, a distanza da quel lontano 1953 quando al termine della guerra si separarono. Far cadere quel "muro", lungo il 38º parallelo, come si è riusciti a buttare giù quello delle due Germanie nel 1989».
A suo dire Kim Jong-Un e i suoi generali «sono delle bravissime persone» e non hanno intenzioni bellicose.
Razzi ha inoltre negato che la Corea del Nord sia in possesso della bomba atomica, contrariamente a quanto risulta da numerose fonti internazionali nonché dai numerosi test nucleari che la Corea del Nord svolge tuttora.
Il 31 agosto 2014, insieme a Matteo Salvini, visita nuovamente la Corea del Nord e consegna una lettera al presidente della Assemblea Popolare Suprema Kim Yong-nam destinata al dittatore Kim Jong-un.
Ha avuto un ruolo molto importante nel portare a giocare in Serie A nel Cagliari il calciatore nordcoreano Han Kwang-Song. Successivamente Razzi ha rivelato che Kim Jong-un è un grande appassionato di calcio e tifoso dell'Inter. Pochi mesi dopo in Italia arriva Choe Song-Hyok, un altro giocatore coreano, che viene acquistato dal Perugia dopo essere stato osservato per un po' di tempo dalla Fiorentina. I due giocatori vennero visionati da osservatori di squadre italiane per la prima volta durante la visita del 31 agosto 2014 di Razzi e Salvini, insieme ad altri calciatori nordcoreani.
Il 12 agosto 2020 pubblica un video sul suo profilo Instagram in cui annuncia di aver organizzato un viaggio in Corea Del Nord, per aprile 2021, di 10 giorni con prenotazioni disponibili (aggiungendo anche, forse ironicamente, che avrebbe fatto il possibile per far incontrare ai viaggiatori il leader Kim Jong Un).

## Procedimenti giudiziari

### Appropriazione indebita
Sino al 2009 Antonio Razzi è stato presidente del Centro Regionale Abruzzese di Lucerna. L'associazione ha in seguito avviato un procedimento penale in Svizzera contro Razzi, con l'accusa di appropriazione indebita in relazione ai fondi destinati dalla regione Abruzzo per l'alluvione di Lucerna del 2005. Secondo l'accusa queste somme ammontano a duecentomila franchi svizzeri.
Nel 2013, secondo il Luzerner Zeitung, il processo viene archiviato.

### Corruzione
Nel luglio 2015 viene riaperta l'inchiesta di corruzione per il suo passaggio dall'IdV al PdL nel 2010.

## Televisione
- Razzi Vostri (Nove, 2018)
- Non è l'Arena (LA7, 2018-2019) ospite ricorrente
- Ballando con le stelle (Rai 1, 2019-2020) concorrente nel 2019, tribuno 2020
- Storie italiane (Rai 1, dal 2019) ospite ricorrente
- Pomeriggio Cinque (Canale 5, 2021) ospite ricorrente